# Cyril (Oklahoma)
Cyril es un pueblo ubicado en el condado de Caddo en el estado estadounidense de Oklahoma. En el año 2010 tenía una población de 	1059 habitantes y una densidad poblacional de 706 personas por km².

## Geografía
Cyril se encuentra ubicado en las coordenadas 34°53′53″N 98°12′10″O / 34.89806, -98.20278 (34.897969, -98.202843).

## Demografía
Según la Oficina del Censo en 2000 los ingresos medios por hogar en la localidad eran de $27,772 y los ingresos medios por familia eran $33,750. Los hombres tenían unos ingresos medios de $29,500 frente a los $16,563 para las mujeres. La renta per cápita para la localidad era de $14,227. Alrededor del 20.5% de la población estaban por debajo del umbral de pobreza.